# Schlacht bei Mahiwa
1914

Maziúa – Njassasee – Karonga – Sansibar – Rufijidelta – Kilimandscharo – Tanga
1915

Jassini – Bukoba – Tanganjikasee  – Saisi
1916

Oldoboro (Salaita) – Reata-Latema – Tabora Offensive (Tabora) – Kahe – Kondoa Irangi – Matamondo – Kilosa – Mlali – Dutumi – Kisaki – Kibata
1917

Behobeho – Nambanje – Kiawe Brücke – Rumbo – Mahiwa – Mahenge – Ngomano
1918

Namacurra – Lioma – Pere Hills
Die Schlacht bei Mahiwa war eine militärische Auseinandersetzung zwischen Großbritannien und dem Deutschen Reich während des Ersten Weltkrieges. Sie fand zwischen dem 16. und 18. Oktober 1917 beim ostafrikanischen Ort Mahiwa (heute in Tansania) statt. Die Schlacht war nach Dauer, Kräfteeinsatz und Verlusten die größte Schlacht des ostafrikanischen Kriegsschauplatzes und damit das größte aller deutschen Kolonialgefechte des Ersten Weltkriegs.

## Hintergrund
Seit Anfang August 1914 bestand der Kriegszustand zwischen Deutschland und Großbritannien, der sich trotz der Neutralitätsbestimmungen der Kongoakte auch auf die Kolonien ausdehnte, was auch Deutsch-Ostafrika zum Kriegsschauplatz werden ließ. Mit ihren wenigen Kräften war die Schutztruppe zwangsläufig nur auf defensive Operationen ausgerichtet. Ihrem Kommandeur, Oberst Paul von Lettow-Vorbeck, gelang es, die Invasion der Kolonie zu verhindern, indem er seine Truppen mobil hielt, um bei lokaler Überlegenheit Überraschungsangriffe auszuführen oder umgekehrt bei alliierten Operationen schnell eingreifen zu können. So konnte er einige Anfangserfolge erringen, wie die erfolgreiche Schlacht bei Tanga.
Nachdem die übrigen deutschen afrikanischen Kolonien bis 1915 kapituliert hatten, begannen die Briten mit den frei gewordenen Kräften im März 1916 mit ihrer Großoffensive zur Besetzung Deutsch-Ostafrikas. Vor dem kombinierten Angriff der Briten aus Kenia und Rhodesien, sowie der Belgier vom Kongo, wich die Schutztruppe nach Süden aus und musste bis zum September 1916 sowohl die Bahnlinien als auch die bedeutenden Städte der Kolonie aufgeben. Bis Ende 1916 waren die Deutschen südlich des Rufiji versammelt. Das Anlanden von alliierten Truppen in Kilwa und später Lindi im Osten im Lauf des Jahres 1917 band Kräfte in dieser Gegend, so dass dem Druck der Belgier und Briten im Norden und Westen immer mehr nachgegeben werden musste. Nach und nach wurde die Schutztruppe in den unwegsamen Südosten der Kolonie abgedrängt. Als ab Anfang Oktober die Briten die Truppen von Generalleutnant Kurt Wahle von Lindi nach Westen zum Rückzug zwangen, drohte die Einkesselung der gesamten Schutztruppe.

## Aufstellung

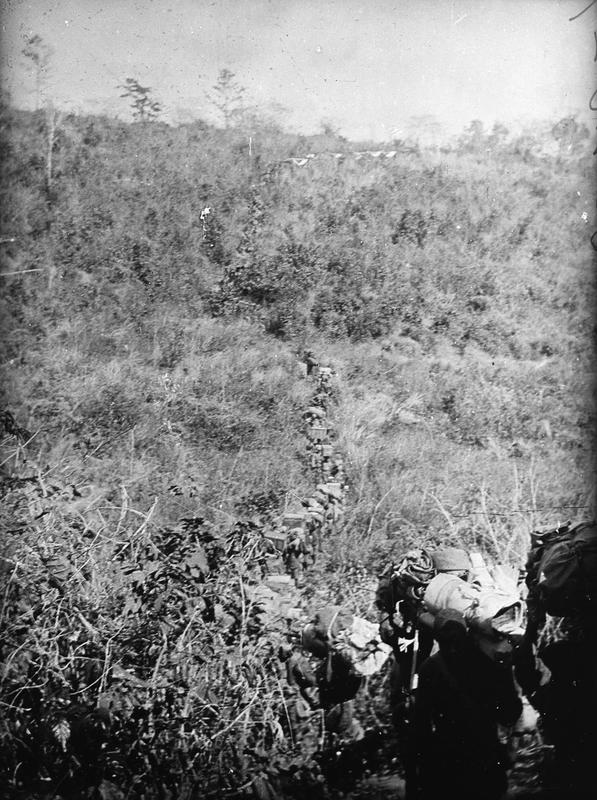
Die nigerianische Brigade auf dem Marsch nach Mahiwa. Im Vordergrund die Träger der Einheit.

Bis zum 15. Oktober waren Wahles neun schwach besetzte Kompanien bis auf Nyangao zurückgegangen, wo sie von drei nachrückenden Bataillonen der King’s African Rifles (KAR) unter Brigadegeneral Beves angegriffen wurden. Daraufhin musste sich Wahles Einheiten westlich auf das drei Kilometer entfernte Mahiwa zurückziehen, wo sie sich in dem unübersichtlichen Gelände eingruben. Ihre Stellungen deckten die Lindi-Strasse in einem Sektor von Osten nach Norden ab. Lettow-Vorbeck marschierte mit fünf Kompanien im Eilmarsch aus Nordwesten an und erreichte das Schlachtfeld gegen Abend des 15. Oktobers. Insgesamt verfügten die Deutschen nun über fünf Geschütze, darunter ein Geschütz der Königsberg.

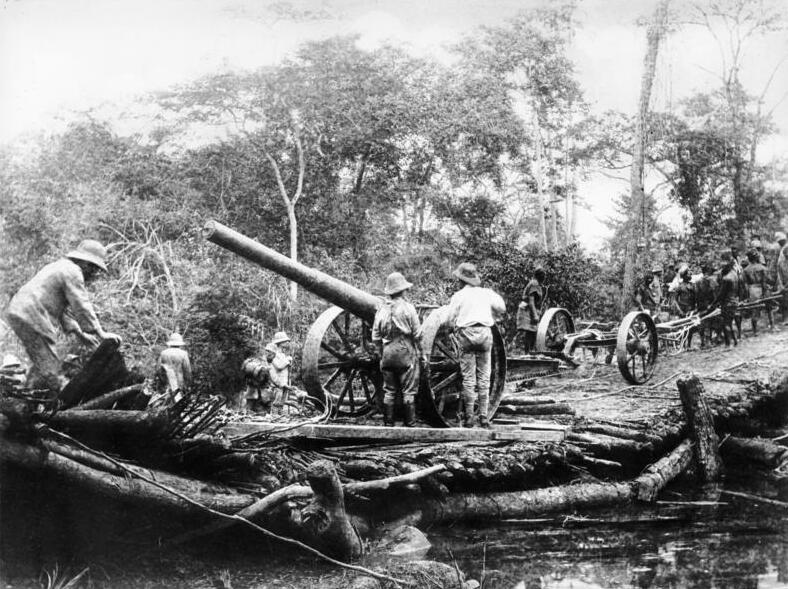
Ein umgebautes Geschütz der Königsberg auf dem Weg durch unwegsames Gelände.

Die Briten hatten bis zur gleichen Zeit von Lindi hauptsächlich Kräfte der KAR in Divisionsstärke herangebracht, die gegenüber der deutschen Linie nach ersten Aufklärungsgefechten in etwa 100 Meter Entfernung in Stellung gingen. Von Kiwa aus befanden sich drei nigerianische Bataillone der Royal West African Frontier Force im Anmarsch, die die Deutschen im Norden Mahiwas zu umgehen sollten, während sie von der britischen Hauptmacht im Zentrum gebunden wurden. Die britische Artillerie war vielfach der deutschen überlegen und konnte unter anderem auf Minenwerfer zurückgreifen, die in dem unübersichtlichen Gelände wirksam eingesetzt werden konnten.

## Die Schlacht
Ab den frühen Morgenstunden des 16. Oktober griffen die Briten entlang der gesamten Frontlinie an. Dabei kamen erstmals auf dem ostafrikanischen Kriegsschauplatz Taktiken der Westfront zum Einsatz. Die britische Artillerie bereitete entsprechend der Feuerplanung den Angriff mit konzentriertem Feuer auf die deutschen Linien vor und verlagerte das Feuer, während die Infanterie in dichten Kolonnen angriff, hinter die deutschen Linien auf deren Reserven.
Die Deutschen konnten alle Angriffe abwehren und unternahmen ihrerseits Gegenstöße, die aber ebenfalls liegen blieben.
Gegen Mittag ging Lettow-Vorbeck am linken Flügel, also nördlich Mahiwas, mit zwei Kompanien vor, um die Briten seinerseits zu flankieren und stieß dort für beide Seiten überraschend auf die anrückende nigerianische Brigade. Nun zeigte sich der Vorteil der inzwischen sehr kampferfahrenen deutschen Askaritruppen und Offiziere, die sich sofort an die neue Situation anpassten und in einem Schwenk die nigerianische Übermacht angriff und zurückschlug. Dabei geriet eine britische Nachschubkolonne zwischen die Fronten und wurde von den Deutschen überwältigt. Die chronisch unterversorgte Schutztruppe erbeutete ein 7,5-cm-Geschütz mit Munition, drei Maschinengewehre und eine große Menge Munition.
Auf diese Weise war bis zum Abend aus deutscher Sicht die Situation im Norden bereinigt und Druck auf den rechten britischen Flügel aufgebaut.
Am 17. Oktober griffen die inzwischen weiter verstärkten Briten das deutsche Zentrum frontal an. Wieder entspannen sich verlustreiche Kämpfe auf kürzeste Distanz. An manchen Stellen wurden die Deutschen sechsmal aus ihren Stellungen geworfen, konnten sie durch Gegenstöße aber jedes Mal wieder zurückerobern.
Um das Zentrum zu halten, musste Lettow-Vorbeck seine Reserven ins Zentrum beordern und auch von seinem linken Flügel Einheiten abziehen. Bis zur Dunkelheit tobte der Kampf mit hohen Verlusten auf beiden Seiten.

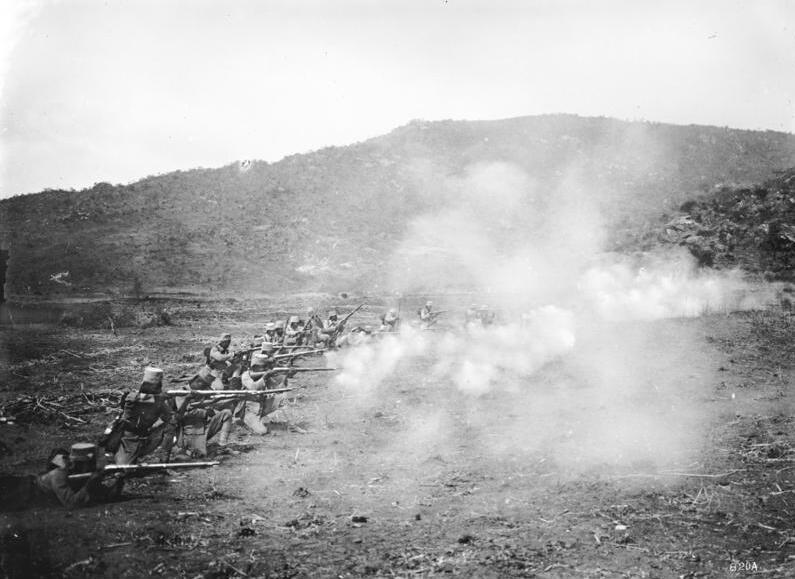
Schutztruppe im Gefecht, mit dem Mauser Modell 71 ausgerüstet.

Aus den Erfahrungen aus dem Gefecht bei Reata schätzte Lettow-Vorbeck das Vorgehen des Gegners richtig ein. General Beves hatte dort ohne Rücksicht auf eigene Verluste mit seinen Kräften frontal angegriffen. Deshalb verstärkte Lettow das Zentrum und sah von weiteren Aktionen auf den Flügeln ab. Den Erwartungen entsprechend griffen die Briten am 18. Oktober nach Artillerievorbereitung frontal die deutschen Stellungen an, in denen sich die Askaris verbissen wehrten und die in Wellen angreifenden Briten auf nächste Distanz unter Feuer nahmen. In den verlustreichen Nahkämpfen rieben sich die Briten im Lauf des Tages immer mehr auf, ohne den entscheidenden Durchbruch zu erzielen. Die Angriffe kamen schließlich zum Stehen. Auch auf deutscher Seite waren die Reserven bis zum Nachmittag fast aufgebraucht und die Munition ging allmählich aus. In dieser Situation gingen die Deutschen an der Lindi-Strasse mit aufgepflanztem Bajonett zum Gegenangriff über. Die Front brach ein und die erschöpften Briten ergriffen die Flucht. Daraufhin gingen auch die Reste der Division auf der ganzen Linie zurück. Bis zum Abend sammelte sich das Gros der Briten wieder bei Nyangao, von wo sie am 15. den Angriff begonnen hatten.

## Ausgang

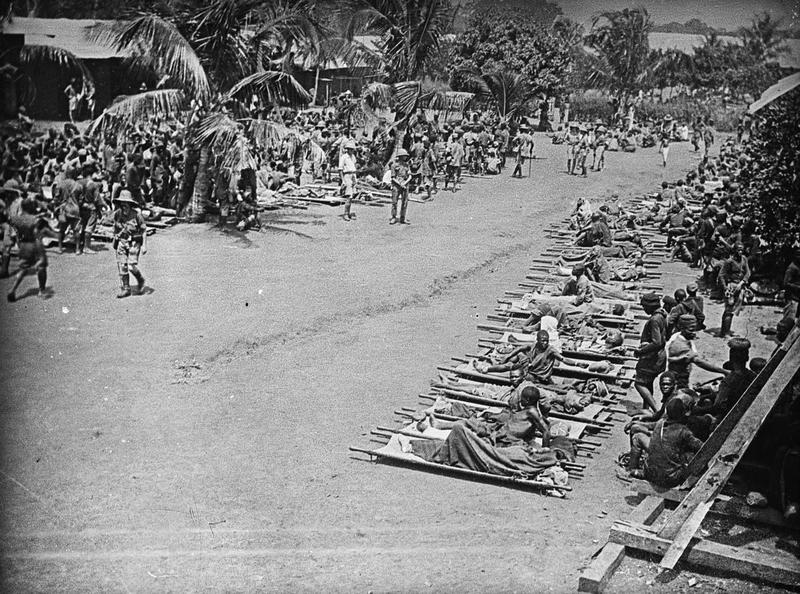
Verwundete britische Soldaten nach der Schlacht in Nyangao

Die Briten wurden, trotz mehrfacher Überlegenheit, gezwungen sich zurückzuziehen. Auch die Deutschen gingen am 19. in den Westen von Mahiwa zurück, so dass viele Tote nicht begraben wurden. Noch wochenlang lag über der Gegend Leichengeruch.
Mit 2.700 Verlusten verloren die Briten die Hälfte ihrer Truppe und hatten damit die größten alliierten Verluste des afrikanischen Kriegsschauplatzes des Ersten Weltkriegs.  Die deutschen Verluste von fast 600 Mann beliefen sich auf über dreißig Prozent der Truppe und wogen für Lettow-Vorbeck bei der schlechten Nachschublage schwerer als die britischen. Seine Vorräte waren praktisch aufgebraucht. Ohne ausreichende Munition für ihre modernen Waffen waren Truppenteile gezwungen, das alte Mauser Modell 71 zu verwenden, das noch Schwarzpulverpatronen verschoss. Die britischen Gefangenen mussten schon bald freigelassen werden, weil man sie nicht versorgen konnte.

## Folgen
Nach Bekanntwerden der Niederlage wurde General Beves abgelöst. Es ist unklar, ob er bis zum 17. wusste, dass er beide, Lettow und Wahle, vor sich hatte und somit das Gros der Schutztruppe. Die Truppen Wahles allein hätten die Übermacht der Briten nicht aufhalten können. Selbst gegen die gesamte deutsche Truppe war er klar überlegen und erkannte wahrscheinlich die Chance bei einem Sieg den Krieg in Deutsch-Ostafrika zu beenden. Er setzte deshalb seine tapfer kämpfenden Truppen so rücksichtslos ein und sendete sie frontal ins deutsche Feuer, wo sie hohe Verluste erlitten.
Lettow-Vorbeck wurde nach dem Erfolg im November zwar zum Generalmajor ernannt, der Sieg brachte aber keine Änderung der strategischen Situation. Die Umklammerung blieb bestehen. Ein Nachsetzen der Briten war mit den schwachen Kräften nicht möglich, gleichzeitig wurden die wichtigen Nachschubposten im etwa 60 Kilometer westlich gelegenen Lukuledi von den Briten bedroht. Lettow musste sich noch am 19. mit sechs Kompanien dorthin begeben, schlug die dort stehenden Briten zurück und löste sich somit zunächst von der Umklammerung. Ohne Nachschub und durch die fortgesetzte Offensive der Alliierten war Lettow-Vorbeck gezwungen sich im November mit der Schutztruppe nach Portugiesisch-Ostafrika zurückzuziehen, dessen Grenze sie in der Schlacht von Ngomano überschritt und sich neu ausrüsten konnte.
In der Gegend herrschte Ende 1917 Dürre, weshalb es während der Kampfhandlungen immer wieder zu Buschbränden kam. Ebenso befanden sich in der Gegend viele Flüchtlinge der Aufstände des Jahres 1917 gegen die portugiesische Kolonialverwaltung in Portugiesisch-Ostafrika. Die große Anzahl alliierter Truppen und deren zehntausende Träger, die sich aus dem Land versorgen mussten, verursachten dann in der Gegend eine Hungersnot, der viele Einwohner zum Opfer fielen.